# 弗朗西斯科·弗洛雷斯
弗朗西斯科·吉列尔莫·弗洛雷斯·佩雷斯（西班牙語：Francisco Guillermo Flores Pérez，1959年10月17日—2016年1月30日）从1999年到2004年之間擔任萨尔瓦多总统和民族主义共和联盟（ARENA）成员。
他是一位哲学家和经济学家。曾在阿默斯特学院学习哲学，曾获哲学、社会学、政治科学和经济学学位。曾任前总统阿尔弗雷多·克里斯蒂亚尼·布尔卡德的助手.历任国民议会议员、总统新闻秘书、总统府副部长和计划部长等职。并于1998年2月辞去了国民议会议长的职务，以参加总统竞选。1999年3月7日当选为萨尔瓦多总统，6月1日就职。弗洛雷斯並曾在任內四度訪台。卸任後熱心拉丁美洲民主化運動，並曾任「自由美洲協會」理事會主席，2005年9月曾來台灣參加「亞洲民主化世界論壇」活動。並於2007年1月應邀來台參加全球新興民主論壇。

## 涉嫌貪污醜聞案
2013年，佛洛瑞斯被指控在任內時，疑似侵吞中華民國政府1000多萬美元捐款，其本人包括當時身邊重要人士都遭受薩爾瓦多調查委員會調查。
2014年5月6日，薩爾瓦多政府對佛洛瑞斯發布拘捕令，薩爾瓦多檢察官指出，有證據顯示，佛羅雷斯侵吞台灣救助薩國地震災情的一部分捐款，而佛洛瑞斯在1月時已行蹤成謎。23日，薩爾瓦多最高法院向巴拿馬要求引渡佛洛瑞斯，但巴拿馬官方否認佛羅雷斯人在巴國。
2014年9月16日，佛洛瑞斯在其律師陪同下向薩爾瓦多法官歐瑞亞納（Levis Orellana）自首。司法單位發言人表示，幾個小時後將裁定佛洛瑞斯居家監禁，並等待之後的審判。
2014年9月19日，佛洛瑞斯正式遭捸捕，面對可能高達25年有期徒刑的審判。
2016年，佛洛瑞斯因脑梗塞逝世。